# Mademoiselle Juliette
"Mademoiselle Juliette" är den åttonde singeln från den franska sångerskan Alizée och den första från hennes tredje studioalbum Psychédélices. Den släpptes den sista september 2007.

## Listplaceringar
| Lista (2008) | Topplacering |
| ------------ | ------------ |
| Frankrike    | 22           |
| Ryssland     | 44           |